# Hua Sai (huyện)
Hua Sai (tiếng Thái: หัวไทร) là một huyện (amphoe) ở đông nam của tỉnh Nakhon Si Thammarat, miền nam Thái Lan.

## Địa lý
Các huyện giáp ranh (từ phía nam theo chiều kim đồng hồ) là Ranot của tỉnh Songkhla, Khuan Khanun và Pa Phayom của tỉnh Phattalung, Cha-uat, Chian Yai và Pak Phanang của tỉnh Nakhon Si Thammarat. Phía đông là vịnh Thái Lan.

## Lịch sử
Huyện được thành lập năm 1904, khi đó có tên Khao Phang Krai (เขาพังไกร) do trungt âm hành chính nằm ở tambon Khao Phang Krai. Khi trung tâm chuyển đến tambon Hua Sai năm 1906, huyện đã được đổi tên tương ứng. Năm 1924, huyện đã bị hạ cấp thành tiểu huyện (King Amphoe) thuộc huyện Pak Phanang. Cùng năm đó, trụ sở huyện đã được dời đến vị trí nagỳ nay ở làng số 8 của tambon Hua Sai. Năm 1937, đơn vị này được nâng thành huyện.

## Hành chính
Huyện này được chia thành 11 phó huyện (tambon), các đơn vị này lại được chia ra thành 99 làng (muban). Hua Sai là một thị trấn (thesaban tambon) nằm trên một phần của tambon Hua Sai và Na Saton. Có 11 Tổ chức hành chính tambon.
| \| STT \| Tên \| Tên tiếng Thái \| Số làng \| Dân số \| \| \| --- \| --------------- \| -------------- \| ------- \| ------ \| \| \| 1. \| Hua Sai \| หัวไทร \| 12 \| 11.236 \| \| \| 2. \| Na Saton \| หน้าสตน \| 9 \| 10.795 \| \| \| 3. \| Sai Khao \| ทรายขาว \| 12 \| 8.011 \| \| \| 4. \| Laem \| แหลม \| 12 \| 6.673 \| \| \| 5. \| Khao Phang Krai \| เขาพังไกร \| 10 \| 7.485 \| \| \| 6. \| Ban Ram \| บ้านราม \| 8 \| 3.755 \| \| \| 7. \| Bang Nop \| บางนบ \| 9 \| 2.298 \| \| \| 8. \| Tha Som \| ท่าซอม \| 9 \| 3.321 \| \| \| 9. \| Khuan Chalik \| ควนชะลิก \| 6 \| 5.454 \| \| \| 10. \| Ram Kaeo \| รามแก้ว \| 5 \| 2.588 \| \| \| 11. \| Ko Phet \| เกาะเพชร \| 9 \| 7.247 \| \| | Map of Tambon   |                |         |        |  |
| STT | Tên             | Tên tiếng Thái | Số làng | Dân số |  |
| 1. | Hua Sai         | หัวไทร          | 12      | 11.236 |  |
| 2. | Na Saton        | หน้าสตน         | 9       | 10.795 |  |
| 3. | Sai Khao        | ทรายขาว        | 12      | 8.011  |  |
| 4. | Laem            | แหลม           | 12      | 6.673  |  |
| 5. | Khao Phang Krai | เขาพังไกร       | 10      | 7.485  |  |
| 6. | Ban Ram         | บ้านราม         | 8       | 3.755  |  |
| 7. | Bang Nop        | บางนบ          | 9       | 2.298  |  |
| 8. | Tha Som         | ท่าซอม          | 9       | 3.321  |  |
| 9. | Khuan Chalik    | ควนชะลิก        | 6       | 5.454  |  |
| 10. | Ram Kaeo        | รามแก้ว         | 5       | 2.588  |  |
| 11. | Ko Phet         | เกาะเพชร       | 9       | 7.247  |  |